# Arancha González Laya
María Aránzazu «Arancha» González Laya (Sant Sebastià, 22 de maig de 1969) és una jurista espanyola, ex-ministra d'Afers Exteriors, Unió Europea i Cooperació d'Espanya. Actualment (2023), González és degana de l'Escola d'Afers Internacionals de París a la universitat francesa d'elit Sciences Po.

## Formació i activitat professional
Nascuda a Sant Sebastià, es va criar a la també guipuscoana localitat de Tolosa. Llicenciada en Dret per la Universitat de Navarra, té un màster en Dret Europeu per la Universitat Carles III de Madrid.
González va començar la seva carrera al sector privat com a associada en el despatx d'advocats alemany Bruckhaus Westrick Stegemann a Brussel·les, assessorant empreses en dret de competència, comerç i ajudes d'estat.
Entre 2002 i 2005, González va ser portaveu de Comerç per a la Comissió Europea i assessora del Comissari de Comerç. Va exercir diverses funcions en la Comissió Europea a les àrees de comerç internacional i relacions exteriors, incloent negociacions sobre acords comercials amb Mercosur, Iran, el Consell de Cooperació del Golf, els Balcans, i països Mediterranis. També va donar suport a països en desenvolupament per accedir al mercat europeu.
González va ser cap de gabinet de Pascal Lamy durant el seu mandat com a director general de l'Organització Mundial de Comerç entre 2005 i 2013. Durant aquest període va contribuir de manera decisiva al llançament de la iniciativa de l'OMC “Ajuda per al Comerç”, així com al Marc Integrat Reforçat, una associació entre diverses organitzacions internacionals l'objectiu de les quals és ajudar els països més pobres del món a facilitar la seva incorporació en el comerç internacional. González va ser la representant (Sherpa) del director general de l'OMC en el G-20 entre 2008 i 2013.
Durant el seu mandat al capdavant del Centre de Comerç Internacional (CCI), González ha impulsat el comerç sostenible. Al 2014, González va inaugurar el primer Fòrum de Comerç Sostenible del CCI reunint actors públics i privats per desenvolupar solucions que assegurin alguna coherència entre el comerç i el canvi climàtic.
González va impulsar l'empoderament econòmic de la dona com un dels eixos centrals de les accions en el CCI. Així, al 2015 va llançar la iniciativa «SheTrades Initiative», amb l'objectiu de connectar tres milions d'empresàries amb els diferents mercats, per al 2021. També va impulsar l'adopció de la Declaració de Buenos Aires sobre Dones i Comerç durant l'onzena Conferència Ministerial de l'Organització Mundial de Comerç a Buenos Aires al desembre del 2017. I el 2019 va coeditar l'obra col·lectiva Women Shaping Global Economic Governance, un recull d'assaigs de 28 dones líders en el camp de la "governança econòmica" en més de 20 països, entre les quals Christine Lagarde, Cecilia Malmström, Angela Merkel o Teresa Ribera.
El gener de 2020 s'incorporà al Govern de Pedro Sánchez com a Ministra d'Afers Exteriors, Unió Europea i Cooperació. El juliol de 2021 fou substituïda al càrrec per José Manuel Albares.
El 18 de febrer de 2022 es va anunciar el seu nomenament com a degana de l'Escola d'Afers Internacionals de París (PSIA) de Siences Po dependent de l'Institut d'Estudis Polítics de París.

## Altres activitats
- International Gender Champions (IGC), Presidenta del Consell d'Administració[8]
- Mo Ibrahim Foundation, Membre del Consell Assessor[9]
- Fòrum Econòmic Mundial (WEF), Copresidenta del Consell sobre el Futur del Comerç i de la Inversió[10]
- EU-Africa High-level group, Membre.
- Broadband Commission for Sustainable Development, Comissària.